# Panna Billy
Panna Billy (ang. Miss Billy) – powieść dla młodzieży autorstwa Eleanor H. Porter, po raz pierwszy wydana w 1911 roku. Pisarka stworzyła także jej dwie kontynuacje: Miss Billy's Decision i Miss Billy Married.

## Opis fabuły
Powieść opowiada o losach dziewczyny, która szuka swojego szczęścia. Billy, po śmierci ciotki, swojej jedynej krewnej, zostaje sama. Pisze do swojego przyszywanego wuja Williama (Billy'ego), po którym odziedziczyła imię, ponieważ chce u niego zamieszkać. William nic nie wiedział o swojej imienniczce i po otrzymaniu listu sądził, że Billy jest chłopcem. 
Dziewczyna przenosi się do wuja. Ma do czynienia nie tylko z Williamem, ale również z jego młodszymi braćmi. Szybko zjednuje sobie sympatie domowników, nawet Cyryla, który ponoć nie lubił kobiet. W dalszej części są opisane przygody dziewczyny. Billy będzie także przeżywała kłopoty miłosne i będzie musiała się przekonać o tym, kogo kocha, a kto kocha ją.